# Gérard de Villefort
Gérard de Villefort is een figuur in de roman De Graaf van Montecristo (1844) van Alexandre Dumas.
De Villefort is aan het begin van het verhaal (1815) te Marseille substituut van de procureur des konings. Hij is een jonge en eerzuchtige magistraat die zich vlug weet op te werken. Dan wordt Edmond Dantès voor hem geleid, die een brief in zijn bezit blijkt te hebben die is bestemd voor de vader van De Villefort, Noirtier. Noirtier is fervent bonapartist terwijl De Villefort dat helemaal niet is. Indien de onderschepte brief in handen van de politie komt, zouden de dagen van De Villefort als procureur zeker zijn geteld. Teneinde zichzelf en zijn vader te beschermen, laat De Villefort Dantès opsluiten aangezien Dantès de enige is die weet waar de brief heen had gemoeten. Voorts verbrandt De Villefort de bewuste brief. Dan grijpt hij zijn kans; hij waarschuwt persoonlijk de koning voor de op handen zijnde terugkeer van Napoleon. Hij maakt daarop promotie en wordt overgeplaatst naar Nîmes, alwaar een zekere Bertuccio een Corsicaanse vendetta tegen hem uitspreekt. Bang als hij is geworden, vraagt De Villefort overplaatsing aan en wordt te Versailles geïnstalleerd.
Gérard de Villefort is intussen getrouwd met Renée de Saint-Méran, die hem een dochter schenkt, Valentine. Renée sterft jong waarna Gérard hertrouwt met Heloïse, die hem een zoon schenkt, Édouard. Tussendoor heeft Gérard ook een buitenechtelijke relatie gehad met Hermine Danglars, uit welke relatie een zoon wordt geboren, Benedetto. De Villefort begraaft zijn pasgeboren zoon in een tuin om van hem af te zijn. Lange tijd denkt hij dat zijn buitenechtelijke zoon dood is.
In huize De Villefort gebeuren inmiddels steeds meer vreemde dingen. Zo sterven binnen korte tijd de markies en markiezin de Saint-Méran en de butler Barrois die de verlamde Noirtier bedient. Ook De Villeforts dochter Valentine lijkt op een gegeven moment overleden te zijn. De huisdokter neemt De Villefort nu in vertrouwen en vertelt hem dat zijn tweede vrouw, Heloïse de Villefort, de schuldige is, nu op het nachtkastje van Valentine een glas met water staat waarin de dokter brucine heeft aangetroffen. De Villefort confronteert zijn vrouw met de beschuldigingen en geeft haar de keus tussen zelfmoord en de guillotine.
Vervolgens gaat De Villefort naar de rechtszaal om daar Benedetto te beschuldigen. Tijdens het proces spreekt Benedetto over het verleden en deelt ten overstaan van rechters en public mede dat De Villefort zijn biologische vader is. De Villefort, overdonderd door dit verhaal, kan enkel mededelen dat dit juist is, stelt zijn ambt ter beschikking en vlucht de rechtszaal uit. Hij begeeft zich direct naar zijn woning. Tijdens de terugreis beseft hij dat hij ook fout is geweest en dat hij te hard voor zijn vrouw is geweest. Eenmaal thuisgekomen ziet hij dat zijn vrouw haar eigen vergif heeft ingenomen en ook hun zoontje Édouard vergiftigd heeft. Iedereen die hij lief had is dood.
Bij zijn vader ziet De Villefort de priester Busoni. Deze neemt zijn vermomming af en De Villefort herkent Edmond Dantès. De Villefort confronteert Dantès met de doden, zodat Dantès zelf ziet hoe goed hij erin is geslaagd zich te wreken. De Villefort wordt vervolgens zelf krankzinnig en gaat in zijn eigen tuin graven, op zoek naar zijn zoon.

## Stamboom
| Louis Dantès     | Louis Dantès     | Louis Dantès     | Louis Dantès     | Louis Dantès                | Louis Dantès                |                             |                             |                             |                             |                                              |                                              | Ali Pasja                                    | Ali Pasja                                    | Ali Pasja                                    | Ali Pasja                                    | Ali Pasja      | Ali Pasja      |                       |                       | Vasiliki              | Vasiliki              | Vasiliki              | Vasiliki              | Vasiliki         | Vasiliki         |                  |                  |                  |                  |  |  |                    |                    |                     |                     |                     |                     |                       |                       |                       |                       |                       |                       |                      |                      |                      |                      | Rode streep: Personen waarop de wraak is gericht | Rode streep: Personen waarop de wraak is gericht | Rode streep: Personen waarop de wraak is gericht | Rode streep: Personen waarop de wraak is gericht | Rode streep: Personen waarop de wraak is gericht | Rode streep: Personen waarop de wraak is gericht |                       |                       | Gele streep: Overige vijanden, slechteriken | Gele streep: Overige vijanden, slechteriken | Gele streep: Overige vijanden, slechteriken | Gele streep: Overige vijanden, slechteriken | Gele streep: Overige vijanden, slechteriken | Gele streep: Overige vijanden, slechteriken |               |               | Groene streep: Vrienden | Groene streep: Vrienden | Groene streep: Vrienden | Groene streep: Vrienden | Groene streep: Vrienden | Groene streep: Vrienden |                    |                    |                    |                    |  |  |                   |                   |                   |                   |                   |                   |  |  |  |  |  |  |
| Louis Dantès     | Louis Dantès     | Louis Dantès     | Louis Dantès     | Louis Dantès                | Louis Dantès                |                             |                             |                             |                             |                                              |                                              | Ali Pasja                                    | Ali Pasja                                    | Ali Pasja                                    | Ali Pasja                                    | Ali Pasja      | Ali Pasja      |                       |                       | Vasiliki              | Vasiliki              | Vasiliki              | Vasiliki              | Vasiliki         | Vasiliki         |                  |                  |                  |                  |  |  |                    |                    |                     |                     |                     |                     |                       |                       |                       |                       |                       |                       |                      |                      |                      |                      | Rode streep: Personen waarop de wraak is gericht | Rode streep: Personen waarop de wraak is gericht | Rode streep: Personen waarop de wraak is gericht | Rode streep: Personen waarop de wraak is gericht | Rode streep: Personen waarop de wraak is gericht | Rode streep: Personen waarop de wraak is gericht |                       |                       | Gele streep: Overige vijanden, slechteriken | Gele streep: Overige vijanden, slechteriken | Gele streep: Overige vijanden, slechteriken | Gele streep: Overige vijanden, slechteriken | Gele streep: Overige vijanden, slechteriken | Gele streep: Overige vijanden, slechteriken |               |               | Groene streep: Vrienden | Groene streep: Vrienden | Groene streep: Vrienden | Groene streep: Vrienden | Groene streep: Vrienden | Groene streep: Vrienden |                    |                    |                    |                    |  |  |                   |                   |                   |                   |                   |                   |  |  |  |  |  |  |
|                  |                  |                  |                  |                             |                             |                             |                             |                             |                             |                                              |                                              |                                              |                                              |                                              |                                              |                |                |                       |                       |                       |                       |                       |                       |                  |                  |                  |                  |                  |                  |  |  |                    |                    |                     |                     |                     |                     |                       |                       |                       |                       |                       |                       |                      |                      |                      |                      |                                                  |                                                  |                                                  |                                                  |                                                  |                                                  |                       |                       |                                             |                                             |                                             |                                             |                                             |                                             |               |               |                         |                         |                         |                         |                         |                         |                    |                    |                    |                    |  |  |                   |                   |                   |                   |                   |                   |  |  |  |  |  |  |
|                  |                  |                  |                  | Edmond Dantès, hoofdpersoon | Edmond Dantès, hoofdpersoon | Edmond Dantès, hoofdpersoon | Edmond Dantès, hoofdpersoon | Edmond Dantès, hoofdpersoon | Edmond Dantès, hoofdpersoon | ←misschien seksuele relatie, later getrouwd→ | ←misschien seksuele relatie, later getrouwd→ | ←misschien seksuele relatie, later getrouwd→ | ←misschien seksuele relatie, later getrouwd→ | ←misschien seksuele relatie, later getrouwd→ | ←misschien seksuele relatie, later getrouwd→ | Haydée         | Haydée         | Haydée                | Haydée                | Haydée                | Haydée                |                       |                       |                  |                  |                  |                  |                  |                  |  |  |                    |                    | Marquis de St-Méran | Marquis de St-Méran | Marquis de St-Méran | Marquis de St-Méran | Marquis de St-Méran   | Marquis de St-Méran   |                       |                       | Marquise de St-Méran  | Marquise de St-Méran  | Marquise de St-Méran | Marquise de St-Méran | Marquise de St-Méran | Marquise de St-Méran |                                                  |                                                  | Noirtier de Villefort                            | Noirtier de Villefort                            | Noirtier de Villefort                            | Noirtier de Villefort                            | Noirtier de Villefort | Noirtier de Villefort |                                             |                                             |                                             |                                             |                                             |                                             | Pierre Morrel | Pierre Morrel | Pierre Morrel           | Pierre Morrel           | Pierre Morrel           | Pierre Morrel           |                         |                         |                    |                    |                    |                    |  |  |                   |                   |                   |                   |                   |                   |  |  |  |  |  |  |
|                  |                  |                  |                  | Edmond Dantès, hoofdpersoon | Edmond Dantès, hoofdpersoon | Edmond Dantès, hoofdpersoon | Edmond Dantès, hoofdpersoon | Edmond Dantès, hoofdpersoon | Edmond Dantès, hoofdpersoon | ←misschien seksuele relatie, later getrouwd→ | ←misschien seksuele relatie, later getrouwd→ | ←misschien seksuele relatie, later getrouwd→ | ←misschien seksuele relatie, later getrouwd→ | ←misschien seksuele relatie, later getrouwd→ | ←misschien seksuele relatie, later getrouwd→ | Haydée         | Haydée         | Haydée                | Haydée                | Haydée                | Haydée                |                       |                       |                  |                  |                  |                  |                  |                  |  |  |                    |                    | Marquis de St-Méran | Marquis de St-Méran | Marquis de St-Méran | Marquis de St-Méran | Marquis de St-Méran   | Marquis de St-Méran   |                       |                       | Marquise de St-Méran  | Marquise de St-Méran  | Marquise de St-Méran | Marquise de St-Méran | Marquise de St-Méran | Marquise de St-Méran |                                                  |                                                  | Noirtier de Villefort                            | Noirtier de Villefort                            | Noirtier de Villefort                            | Noirtier de Villefort                            | Noirtier de Villefort | Noirtier de Villefort |                                             |                                             |                                             |                                             |                                             |                                             | Pierre Morrel | Pierre Morrel | Pierre Morrel           | Pierre Morrel           | Pierre Morrel           | Pierre Morrel           |                         |                         |                    |                    |                    |                    |  |  |                   |                   |                   |                   |                   |                   |  |  |  |  |  |  |
|                  |                  |                  |                  |                             |                             | ↑verbroken verloving↓       |                             |                             |                             |                                              |                                              |                                              |                                              |                                              |                                              |                |                |                       |                       |                       |                       |                       |                       |                  |                  |                  |                  |                  |                  |  |  |                    |                    |                     |                     |                     |                     |                       |                       |                       |                       |                       |                       |                      |                      |                      |                      |                                                  |                                                  |                                                  |                                                  |                                                  |                                                  |                       |                       |                                             |                                             |                                             |                                             |                                             |                                             |               |               |                         |                         |                         |                         |                         |                         |                    |                    |                    |                    |  |  |                   |                   |                   |                   |                   |                   |  |  |  |  |  |  |
| Fernando Mondego | Fernando Mondego | Fernando Mondego | Fernando Mondego | Fernando Mondego            | Fernando Mondego            |                             |                             | Mercedes                    | Mercedes                    | Mercedes                                     | Mercedes                                     | Mercedes                                     | Mercedes                                     |                                              |                                              | Baron Danglars | Baron Danglars | Baron Danglars        | Baron Danglars        | Baron Danglars        | Baron Danglars        |                       |                       | Hermine Danglars | Hermine Danglars | Hermine Danglars | Hermine Danglars | Hermine Danglars | Hermine Danglars |  |  | Flavien de Quesnel | Flavien de Quesnel | Flavien de Quesnel  | Flavien de Quesnel  | Flavien de Quesnel  | Flavien de Quesnel  |                       |                       | Renée de Saint-Méran  | Renée de Saint-Méran  | Renée de Saint-Méran  | Renée de Saint-Méran  | Renée de Saint-Méran | Renée de Saint-Méran |                      |                      |                                                  |                                                  | Gérard de Villefort                              | Gérard de Villefort                              | Gérard de Villefort                              | Gérard de Villefort                              | Gérard de Villefort   | Gérard de Villefort   |                                             |                                             | Héloïse                                     | Héloïse                                     | Héloïse                                     | Héloïse                                     | Héloïse       | Héloïse       |                         |                         |                         |                         | Gaspard Caderousse      | Gaspard Caderousse      | Gaspard Caderousse | Gaspard Caderousse | Gaspard Caderousse | Gaspard Caderousse |  |  | La Carconte       | La Carconte       | La Carconte       | La Carconte       | La Carconte       | La Carconte       |  |  |  |  |  |  |
| Fernando Mondego | Fernando Mondego | Fernando Mondego | Fernando Mondego | Fernando Mondego            | Fernando Mondego            |                             |                             | Mercedes                    | Mercedes                    | Mercedes                                     | Mercedes                                     | Mercedes                                     | Mercedes                                     |                                              |                                              | Baron Danglars | Baron Danglars | Baron Danglars        | Baron Danglars        | Baron Danglars        | Baron Danglars        |                       |                       | Hermine Danglars | Hermine Danglars | Hermine Danglars | Hermine Danglars | Hermine Danglars | Hermine Danglars |  |  | Flavien de Quesnel | Flavien de Quesnel | Flavien de Quesnel  | Flavien de Quesnel  | Flavien de Quesnel  | Flavien de Quesnel  |                       |                       | Renée de Saint-Méran  | Renée de Saint-Méran  | Renée de Saint-Méran  | Renée de Saint-Méran  | Renée de Saint-Méran | Renée de Saint-Méran |                      |                      |                                                  |                                                  | Gérard de Villefort                              | Gérard de Villefort                              | Gérard de Villefort                              | Gérard de Villefort                              | Gérard de Villefort   | Gérard de Villefort   |                                             |                                             | Héloïse                                     | Héloïse                                     | Héloïse                                     | Héloïse                                     | Héloïse       | Héloïse       |                         |                         |                         |                         | Gaspard Caderousse      | Gaspard Caderousse      | Gaspard Caderousse | Gaspard Caderousse | Gaspard Caderousse | Gaspard Caderousse |  |  | La Carconte       | La Carconte       | La Carconte       | La Carconte       | La Carconte       | La Carconte       |  |  |  |  |  |  |
|                  |                  |                  |                  |                             |                             |                             |                             |                             |                             |                                              |                                              |                                              |                                              |                                              |                                              |                |                |                       |                       |                       |                       |                       |                       |                  |                  |                  |                  |                  |                  |  |  |                    |                    |                     |                     |                     |                     |                       |                       |                       |                       |                       |                       |                      |                      |                      |                      |                                                  |                                                  |                                                  |                                                  |                                                  |                                                  |                       |                       |                                             |                                             |                                             |                                             |                                             |                                             |               |               |                         |                         |                         |                         |                         |                         |                    |                    |                    |                    |  |  |                   |                   |                   |                   |                   |                   |  |  |  |  |  |  |
|                  |                  |                  |                  |                             |                             |                             |                             |                             |                             |                                              |                                              |                                              |                                              |                                              |                                              |                |                |                       |                       |                       |                       |                       |                       |                  |                  |                  |                  |                  |                  |  |  |                    |                    |                     |                     |                     |                     |                       |                       |                       |                       |                       |                       |                      |                      |                      |                      |                                                  |                                                  |                                                  |                                                  |                                                  |                                                  |                       |                       |                                             |                                             |                                             |                                             |                                             |                                             |               |               |                         |                         |                         |                         |                         |                         |                    |                    |                    |                    |  |  |                   |                   |                   |                   |                   |                   |  |  |  |  |  |  |
| Albert           | Albert           | Albert           | Albert           | Albert                      | Albert                      | ←verbroken verloving→       | ←verbroken verloving→       | ←verbroken verloving→       | ←verbroken verloving→       | ←verbroken verloving→                        | ←verbroken verloving→                        | Eugénie                                      | Eugénie                                      | Eugénie                                      | Eugénie                                      | Eugénie        | Eugénie        | ←verbroken verloving→ | ←verbroken verloving→ | ←verbroken verloving→ | ←verbroken verloving→ | ←verbroken verloving→ | ←verbroken verloving→ | Benedetto Andrea | Benedetto Andrea | Benedetto Andrea | Benedetto Andrea | Benedetto Andrea | Benedetto Andrea |  |  | Franz d'Épinay     | Franz d'Épinay     | Franz d'Épinay      | Franz d'Épinay      | Franz d'Épinay      | Franz d'Épinay      | ←verbroken verloving→ | ←verbroken verloving→ | ←verbroken verloving→ | ←verbroken verloving→ | ←verbroken verloving→ | ←verbroken verloving→ | Valentine            | Valentine            | Valentine            | Valentine            | Valentine                                        | Valentine                                        |                                                  |                                                  | Maximilien Morrel                                | Maximilien Morrel                                | Maximilien Morrel     | Maximilien Morrel     | Maximilien Morrel                           | Maximilien Morrel                           |                                             |                                             | Édouard                                     | Édouard                                     | Édouard       | Édouard       | Édouard                 | Édouard                 |                         |                         | Julie                   | Julie                   | Julie              | Julie              | Julie              | Julie              |  |  | Emmanuel Herbault | Emmanuel Herbault | Emmanuel Herbault | Emmanuel Herbault | Emmanuel Herbault | Emmanuel Herbault |  |  |  |  |  |  |
| Albert           | Albert           | Albert           | Albert           | Albert                      | Albert                      | ←verbroken verloving→       | ←verbroken verloving→       | ←verbroken verloving→       | ←verbroken verloving→       | ←verbroken verloving→                        | ←verbroken verloving→                        | Eugénie                                      | Eugénie                                      | Eugénie                                      | Eugénie                                      | Eugénie        | Eugénie        | ←verbroken verloving→ | ←verbroken verloving→ | ←verbroken verloving→ | ←verbroken verloving→ | ←verbroken verloving→ | ←verbroken verloving→ | Benedetto Andrea | Benedetto Andrea | Benedetto Andrea | Benedetto Andrea | Benedetto Andrea | Benedetto Andrea |  |  | Franz d'Épinay     | Franz d'Épinay     | Franz d'Épinay      | Franz d'Épinay      | Franz d'Épinay      | Franz d'Épinay      | ←verbroken verloving→ | ←verbroken verloving→ | ←verbroken verloving→ | ←verbroken verloving→ | ←verbroken verloving→ | ←verbroken verloving→ | Valentine            | Valentine            | Valentine            | Valentine            | Valentine                                        | Valentine                                        |                                                  |                                                  | Maximilien Morrel                                | Maximilien Morrel                                | Maximilien Morrel     | Maximilien Morrel     | Maximilien Morrel                           | Maximilien Morrel                           |                                             |                                             | Édouard                                     | Édouard                                     | Édouard       | Édouard       | Édouard                 | Édouard                 |                         |                         | Julie                   | Julie                   | Julie              | Julie              | Julie              | Julie              |  |  | Emmanuel Herbault | Emmanuel Herbault | Emmanuel Herbault | Emmanuel Herbault | Emmanuel Herbault | Emmanuel Herbault |  |  |  |  |  |  |